# Oleksandra Nikolajenko
Oleksandra Viktorivna Nikolajenko-Ruffin (in ucraino Олександра Вікторівна Ніколаєнко?; Budapest, 3 luglio 1981) è una modella ucraina, eletta Miss Ucraina 2001 e Miss Universo Ucraina 2004.

## Biografia
La modella ucraina ha studiato giurisprudenza presso la Odessa National Law Academy, ed ha lavorato per la Savrox Models Agency di Odessa. Parla fluentemente ucraino, russo e inglese.
Ha conquistato numerosi titoli in vari concorsi: Miss Odessa, Miss Sud Ucraina, Miss Ucraina, Miss Student, Miss Tourism-Europe, vice-Miss Tourism-Planet, Miss American Dream e Miss Tourism International. Inoltre ha rappresentato l'Ucraina a Miss Mondo 2001 a Sun City ed a Miss Universo 2004 in Ecuador. Considerando il numero di titolo vinti nella sua carriera, la Nikolajenko è stata invitata come giudice in occasione della finale di Miss Universo 2005 in Thailandia. La prestazione della modella ucraina a Miss Mondo, rappresenta il miglior piazzamento mai ottenuto dall'Ucraina nella storia del concorso.
Nel 2008 ha sposato Phil Ruffin, da cui ha due figli. Attualmente è la direttrice nazionale dell'organizzazione di Miss Ucraina Universo. Inoltre ha fondato il centro estetico "Oleksandra Spa & Salon" presso il Treasure Island Hotel and Casino di Las Vegas, che gestisce insieme al marito.